# Тит Виниций Юлиан
Тит Виниций Юлиан (лат. Titus Vinicius Iulianus) — римский политический деятель второй половины I века.
По всей видимости, родиной Юлиана была провинция Нарбонская Галлия. В 80 году он занимал должность консула-суффекта вместе с Марком Титтием Фруги. Больше о нём ничего неизвестно.